# Aethriscus
Aethriscus là một chi nhện trong họ Araneidae.